# Rairiz de Veiga
Rairiz de Veiga ist eine spanische Gemeinde (Concello) mit 1.179 Einwohnern (Stand: 2024) in der Provinz Ourense der Autonomen Gemeinschaft Galicien.

## Geografie
Rairiz de Veiga liegt ca. 27 Kilometer südlich der Provinzhauptstadt Ourense in einer durchschnittlichen Höhe von ca. 620 m. Der Río Limia begrenzt die Gemeinde im Süden.

## Bevölkerungsentwicklung der Gemeinde
Quelle: INE-Archiv – grafische Aufarbeitung für Wikipedia

## Gemeindegliederung
Die Gemeinde Rairiz de Veiga ist in acht Parroquias gegliedert:
| Parroquias      | Patrozinium  | Einwohner 2024 | Fläche km² | Dichte Einw./km² | Höhe msnm | Ortskennzahl |
| --------------- | ------------ | -------------- | ---------- | ---------------- | --------- | ------------ |
| Candás          | San Martiño  | 18             | 3,17       | 6                | 761       | 32067010000  |
| Congostro       | Santa Mariña | 77             | 7,20       | 11               | 695       | 32067020000  |
| Guillamil       | Santo André  | 212            | 19,85      | 11               | 697       | 32067030000  |
| Lampaza         | Santa María  | 113            | 7,95       | 14               | 673       | 32067040000  |
| Ordes           | Santa María  | 147            | 12,86      | 11               | 670       | 32067050000  |
| Rairiz de Veiga | San Xoán     | 490            | 13,14      | 37               | 621       | 32067060000  |
| Sabariz         | San Pedro    | 133            | 5,16       | 26               | 695       | 32067070000  |
| Zapeaus         | Santo Adrao  | 30             | 2,78       | 11               | 690       | 32067080000  |

## Wirtschaft
| Ackerbau, Viehzucht und Fischerei                                                  | 046 | 013,29 |
| Industrie                                                                          | 045 | 013,01 |
| Bauwirtschaft                                                                      | 038 | 010,98 |
| Dienstleistungsbetriebe                                                            | 217 | 062,72 |
| Total                                                                              | 346 | 100,00 |
| * Daten aus dem Statistischen Amt für Wirtschaftliche Entwicklung in Galicien, IGE |     |        |

## Sehenswürdigkeiten
- Reste der Burg von San Miguel und der Mühlen
- Martinskirche in Candás
- Andreaskirche in Guillamil
- Marienkirche in Lampaza

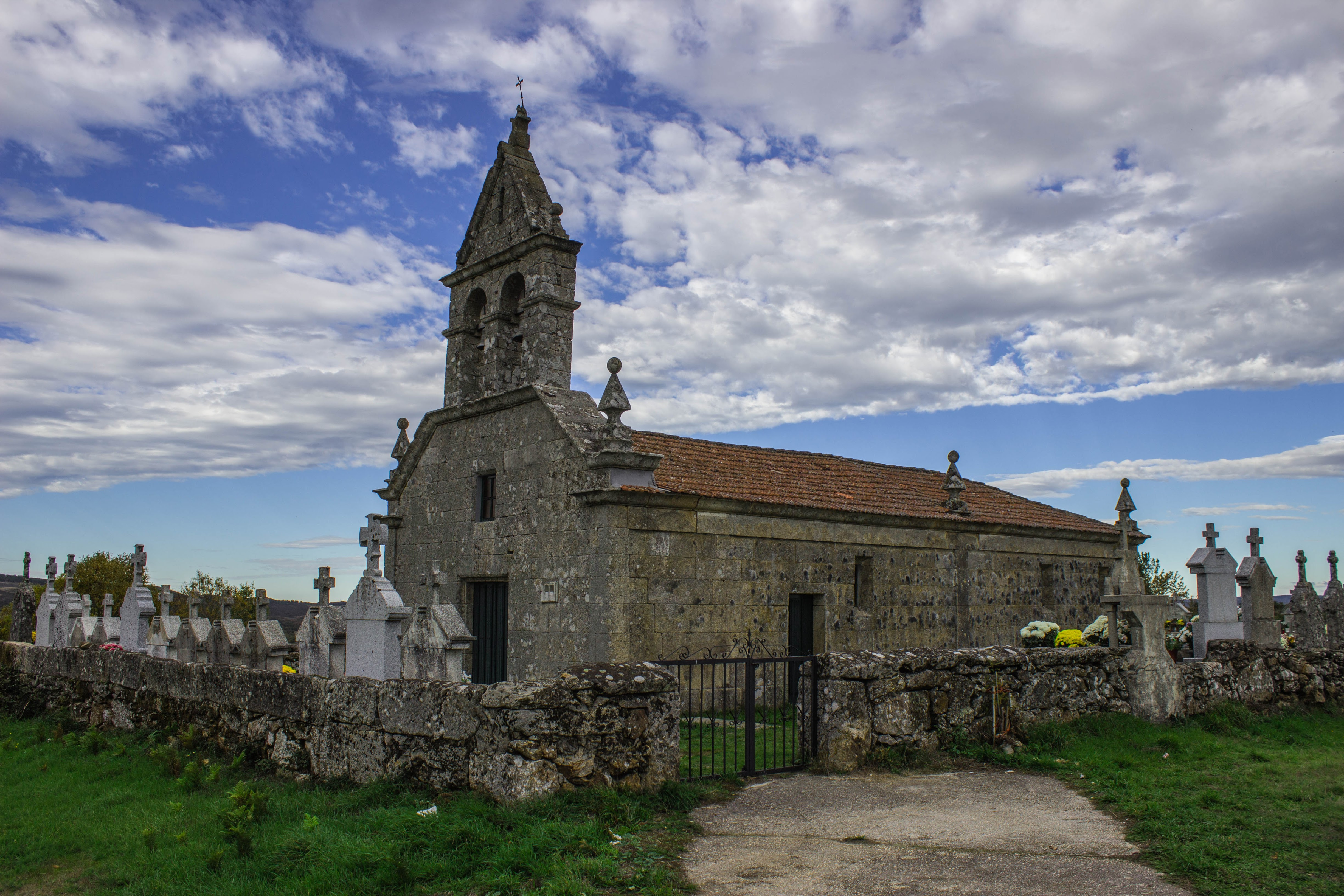
Martinskirche
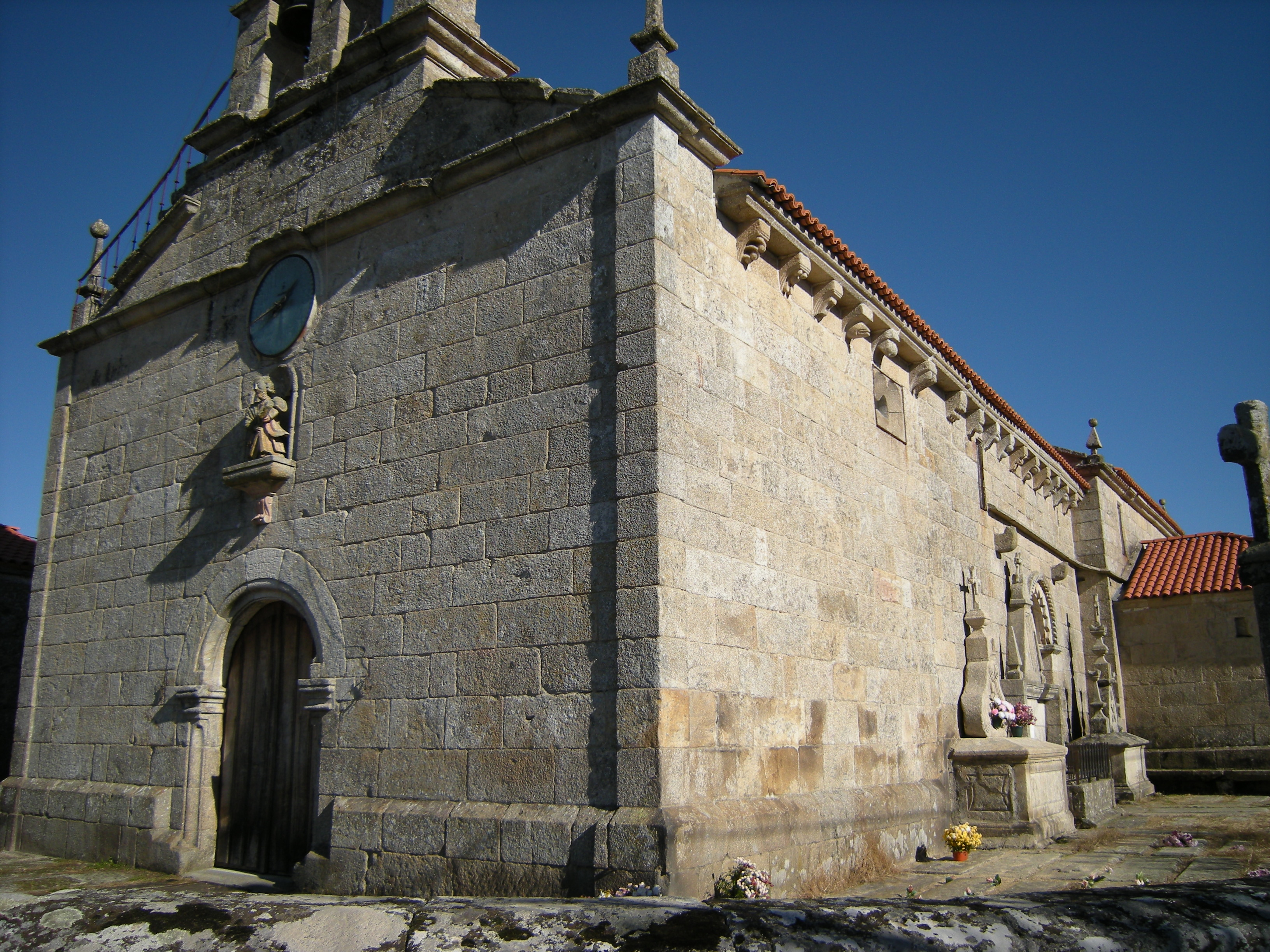
Andreaskirche
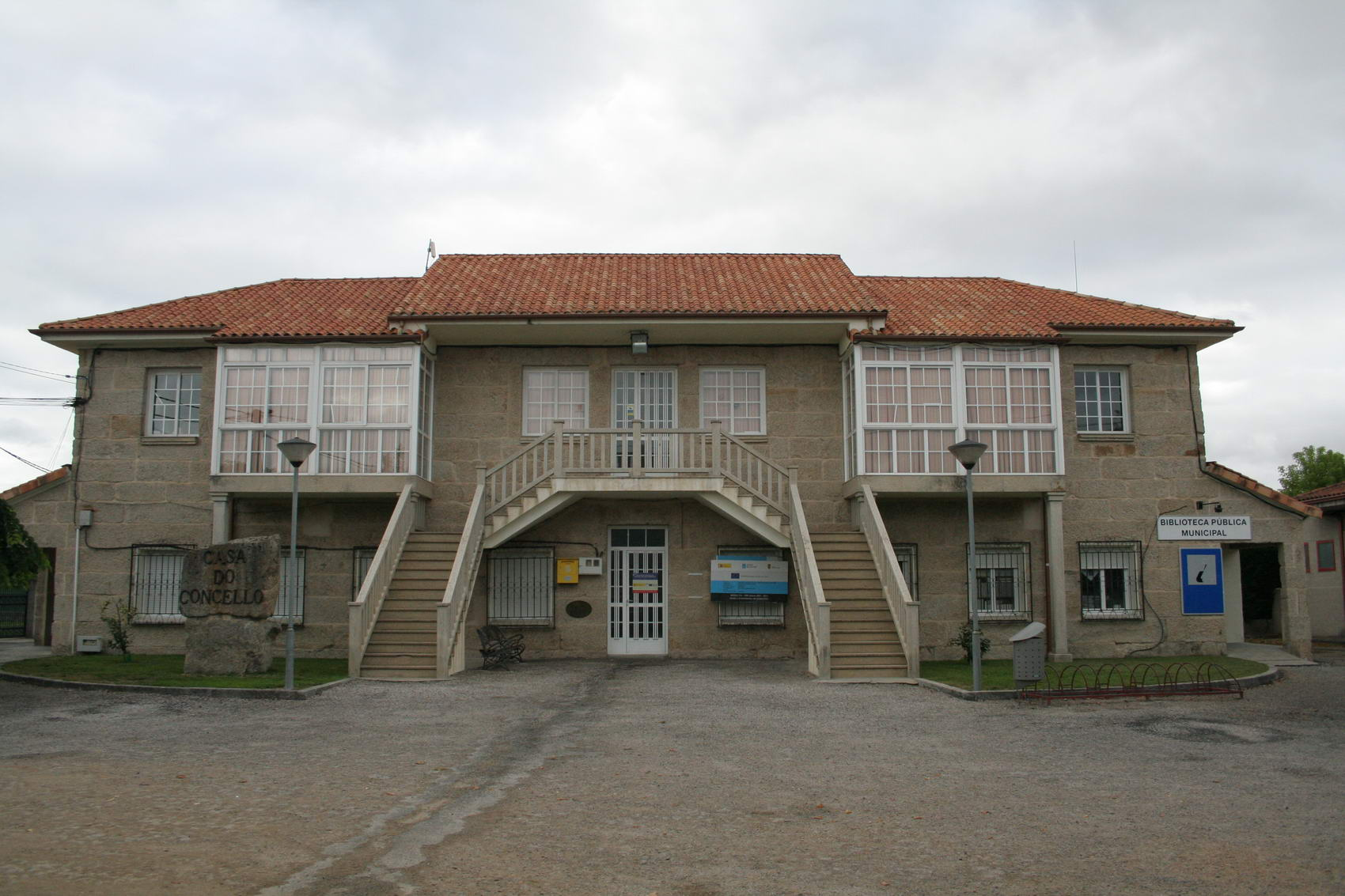
Rathaus